# Paul Freier
Paul Freier (nacido el 26 de julio de 1979 en Bytom, Silesia como Slawomir Pawel Freier) es un exfutbolista alemán nacido en Polonia, que  jugó como mediocampista del club VFL Bochum de la Bundesliga. 
Freier inició su carrera profesional jugando varias temporadas para el también alemán VfL Bochum, antes de irse al Leverkusen en el 2004.
Fue miembro de la Selección alemana de fútbol, a la que fue convocado para participar en la Copa Mundial de Fútbol de 2006.

## Trayectoria
| Club                | País     | Año       |
| ------------------- | -------- | --------- |
| VfL Bochum          | Alemania | 1999-2004 |
| Bayer 04 Leverkusen | Alemania | 2004-2008 |
| VfL Bochum          | Alemania | 2008-2014 |